# 60 Wall Street
60 Wall Street (vormals JP Morgan Headquarters und Deutsche Bank Building) ist ein 227 Meter hoher Wolkenkratzer in Lower Manhattan, New York City. Das Gebäude diente ab 2001 als US-amerikanischer Hauptsitz der Deutschen Bank AG, der 2021 in das Deutsche Bank Center (zuvor AOL Time Warner Center) in Midtown Manhattan verlagert wurde.

## Beschreibung
Der von 1987 bis 1989 erbaute 55-stöckige Wolkenkratzer im Financial District von Manhattan besitzt knapp 150.000 Quadratmeter Bürofläche. Geplant und errichtet wurde das Gebäude vom Architekturbüro Kevin Roche John Dinkeloo & Associates mit den Architekten Kevin Roche und John Dinkeloo. Das Bauwerk mit einem rechteckigen Grundriss schließt mit einem sich abstufenden Dach ab.
Das Design des Büroturms passt sich mit einem postmodernen Äußeren mit Elementen der Stilarten Greek Revival und Neoklassizismus an seine Umgebung an. Das Erdgeschoss enthält ein umschlossenes öffentliches Atrium, das die Eingänge des Gebäudes an der Wall Street und der Pine Street verbindet, sowie einen U-Bahn-Eingang zur Wall Street Station der New York City Subway, wo die Linien  und  verkehren. Das von Art-déco-Gebäuden umgebene Bauwerk sticht aus der Skyline von Lower Manhattan heraus und ist weithin sichtbar.
Das Gebäude war bis zum Jahr 2001 der Sitz der Investment-Firma „JP Morgan und Co.“, die im Dezember 2000 mit der Chase Manhattan Bank zur JPMorgan Chase & Co. fusionierte. Die Deutsche Bank kauft im April 2001 das gesamte Gebäude für 600 Millionen US-Dollar. Als durch die Terroranschläge am 11. September 2001 ihr ebenfalls im Financial District gelegenes Deutsche Bank Building unbenutzbar wurde, konnte sie unverzüglich umziehen und ihren Geschäftsbetrieb wieder aufnehmen.
Die Paramount Group kaufte das Gebäude am 22. April 2007 für 1,2 Milliarden US-Dollar. Laut einer Pressemeldung der Paramount Group Inc. erwarb am 24. Januar 2017 die Government of Singapore Investment Corporation (GIC) für 1,04 Milliarden US-Dollar eine 95-prozentige Beteiligung an 60 Wall Street. Die Paramount Group behielt weiterhin 5 Prozent Anteil am Büroturm.
Nach dem Auszug der Deutschen Bank 2021 steht das Gebäude weitgehend leer. Es wurde von einer Denkmalpflege-Vereinigung 2022 als „postmodernes Schmuckstück“ gelobt. Die ursprüngliche Gestaltung des Atriums als „surreale, marmorne Landschaft aus ägyptischen Säulen“ mit Palmen, gelochten Decken, Terrazzo-Böden, „hypnotisierenden Fliesen“ und „wilden Winkeln“ von Architekt Kevin Roche soll durch die Paramount Group beseitigt und nach einem Entwurf von Kohn Pedersen Fox neu ausgerichtet werden. Diese Modernisierung, die unter anderem eine Verbreiterung des U-Bahn-Zugangs beinhaltet, wurde im August 2023 genehmigt.

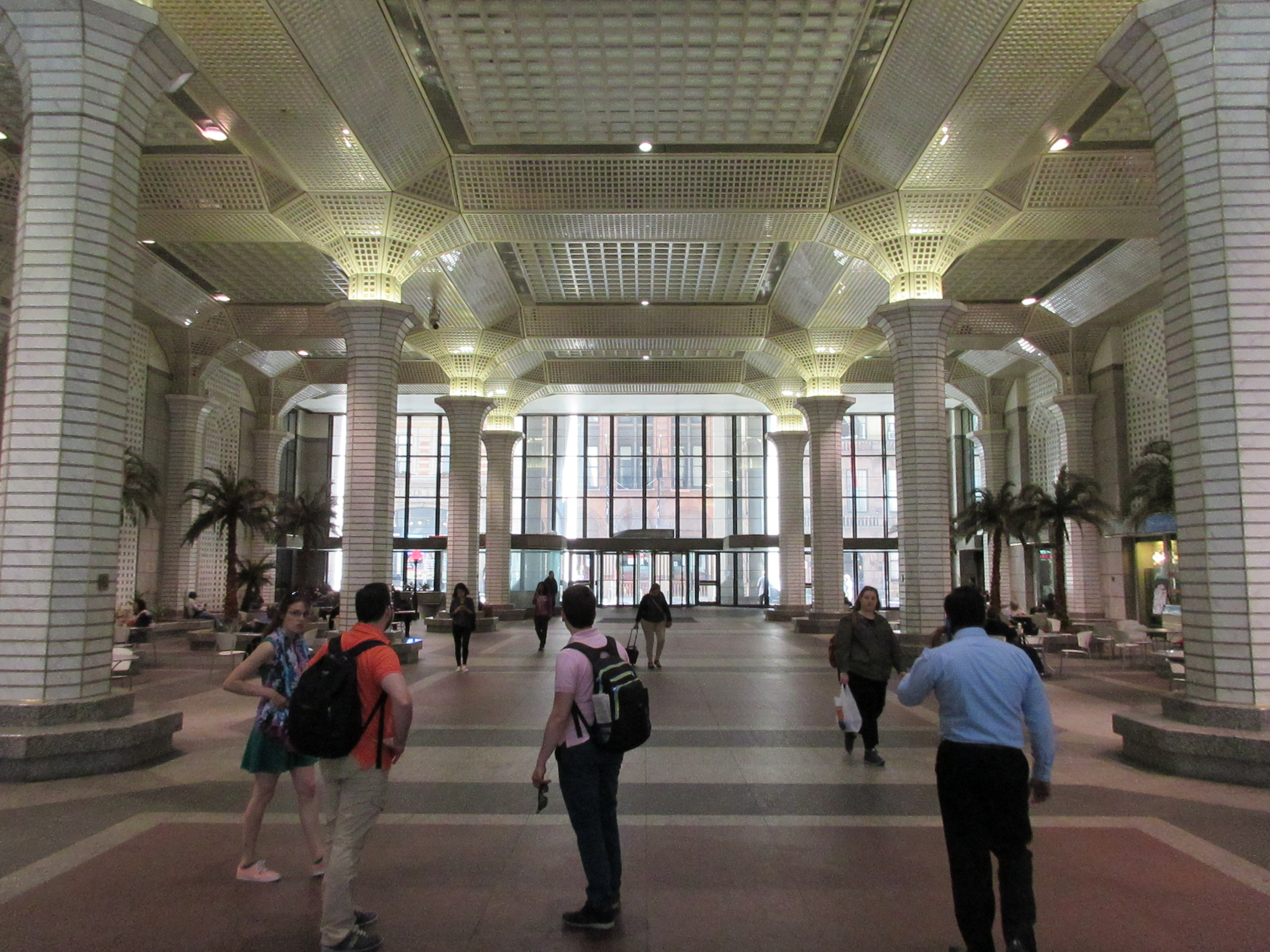
Das Atrium mit der Lobby 2016

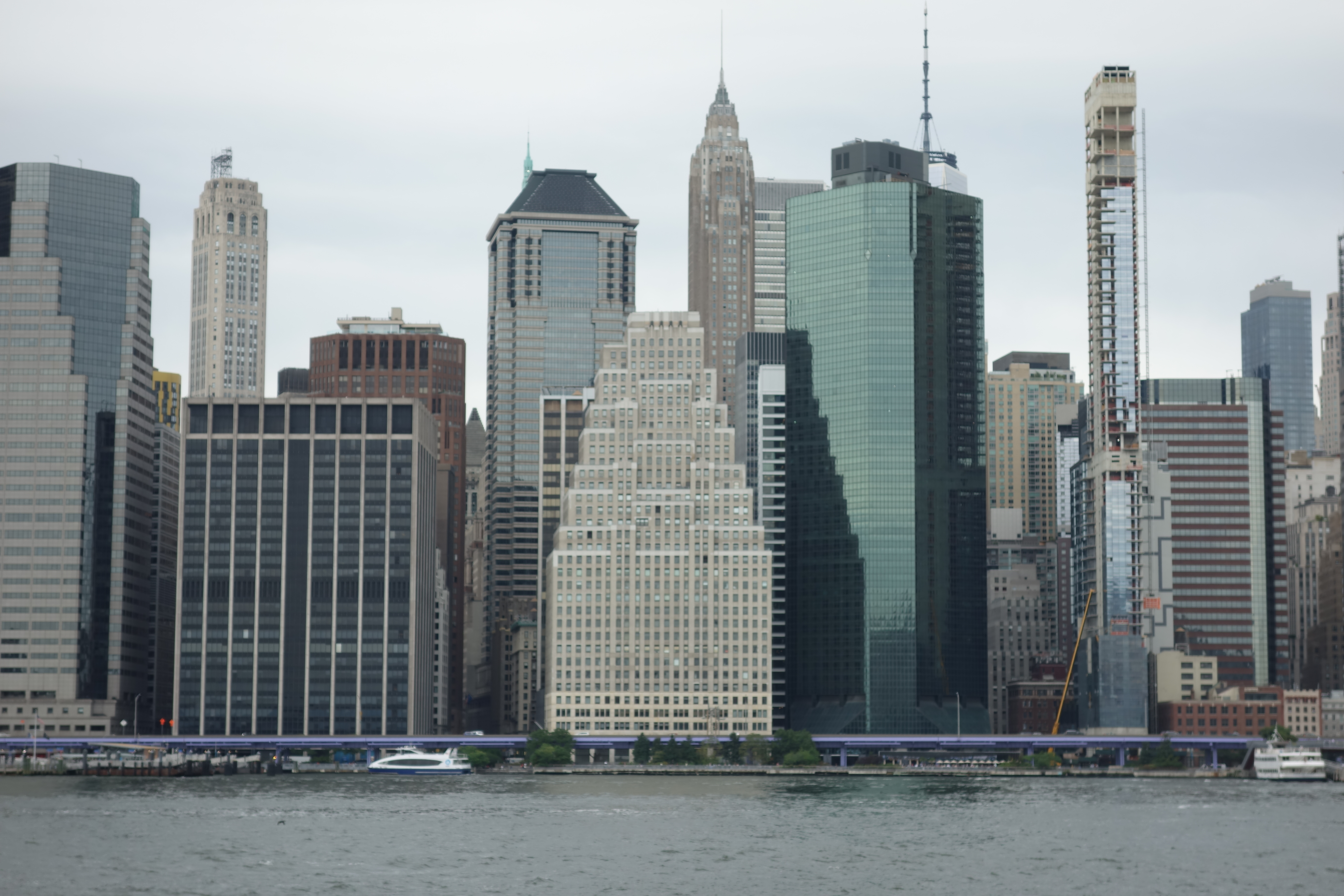
In der Skyline 2019 links der Bildmitte neben 70 Pine Street, unten teilverdeckt durch abgestuftes 120 Wall Street

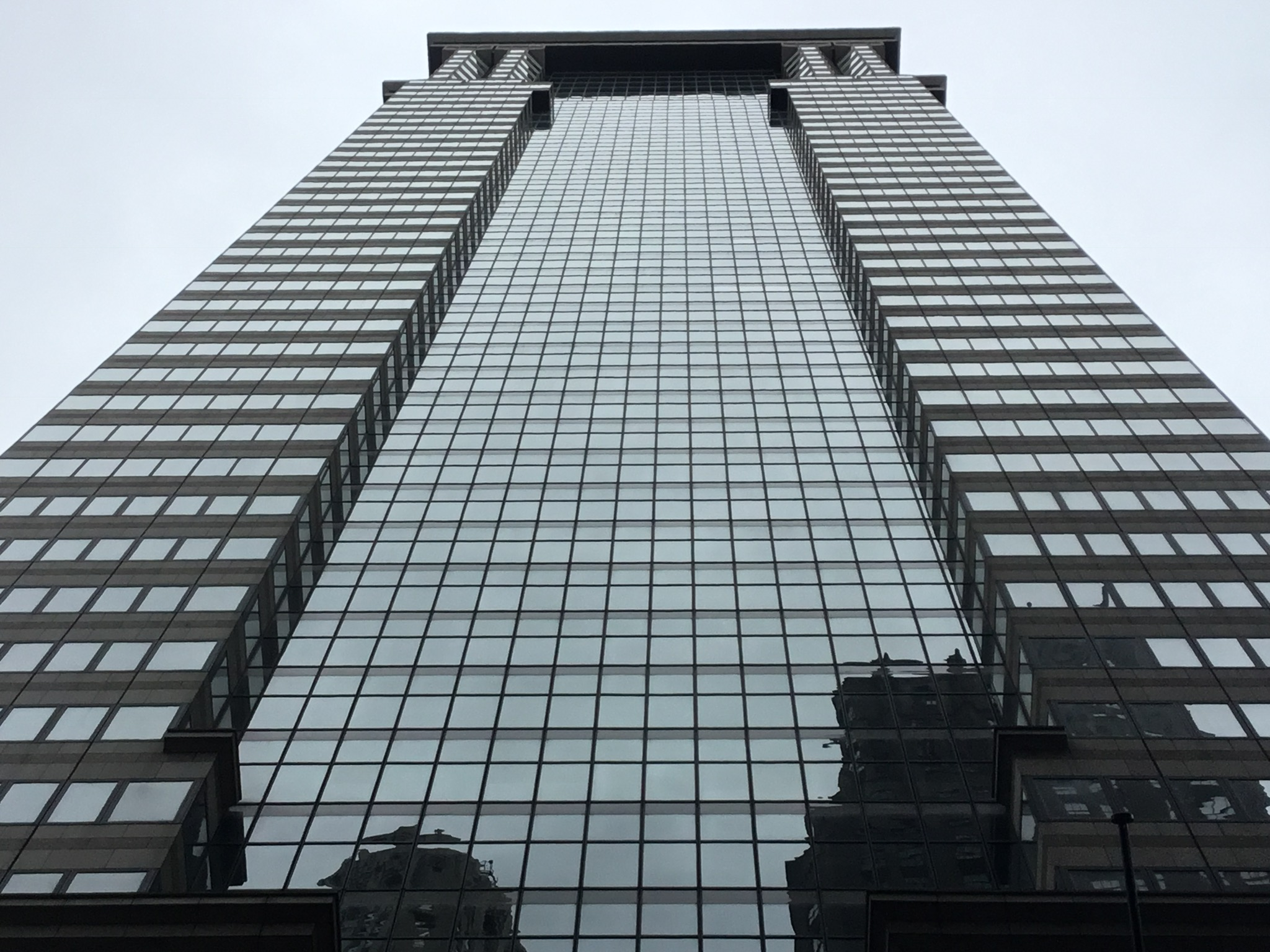
Vertikale Ansicht im März 2023